# Tonalá, Chiapas
Tonalá är en ort i Mexiko.   Den ligger i kommunen Tonalá och delstaten Chiapas, i den sydöstra delen av landet, 700 km sydost om huvudstaden Mexico City. Tonalá ligger 50 meter över havet och antalet invånare är 32 855.
Terrängen runt Tonalá är kuperad åt nordost, men åt sydväst är den platt. Runt Tonalá är det ganska glesbefolkat, med 50 invånare per kvadratkilometer. Tonalá är det största samhället i trakten. Omgivningarna runt Tonalá är en mosaik av jordbruksmark och naturlig växtlighet.